# Porsche Tennis Grand Prix 2023 - Qualificazioni singolare
Le qualificazioni del singolare del Porsche Tennis Grand Prix 2023 sono un torneo di tennis preliminare per accedere alla fase finale della manifestazione. Le vincitrici dell'ultimo turno sono entrati di diritto nel tabellone principale. In caso di ritiro di una o più giocatrici aventi diritto a questi sono subentrati i Lucky loser, ossia i giocatori che hanno perso nell'ultimo turno ma che avevano una classifica più alta rispetto agli altri partecipanti che avevano comunque perso nel turno finale.

## Teste di serie
1. Petra Martić (qualificata)
2. Alycia Parks (ultimo turno, lucky loser)
3. Linda Fruhvirtová (ultimo turno)
4. Katie Volynets (ultimo turno)

1. Cristina Bucșa (qualificata)
2. Tamara Korpatsch (qualificata)
3. Kimberly Birrell (primo turno)
4. Ylena In-Albon (qualificata)

### Qualificate
1. Petra Martić
2. Tamara Korpatsch

1. Ylena In-Albon
2. Cristina Bucșa

### Lucky loser
1. Alycia Parks

## Tabellone

### Legenda
| - Q = Qualificato - WC = Wild card - LL = Lucky loser | - ALT = Alternate - SE = Special Exempt - PR = Protected Ranking | - w/o = Walkover - r = Ritirato - d = Squalificato |

### Sezione 1
|  | Primo turno | Primo turno        | Primo turno        | Primo turno | Primo turno |  |  | Ultimo turno | Ultimo turno   | Ultimo turno   | Ultimo turno | Ultimo turno |  |
|  |             |                    |                    |             |             |  |  |              |                |                |              |              |  |
|  | 1           | Petra Martić       | Petra Martić       | 6           | 6           |  |  |              |                |                |              |              |  |
|  |             | Nigina Abduraimova | Nigina Abduraimova | 4           | 2           |  |  | 1            | Petra Martić   | Petra Martić   | 6            | 7            |  |
|  | WC          | Sabine Lisicki     | Sabine Lisicki     | 6           | 6           |  |  | WC           | Sabine Lisicki | Sabine Lisicki | 4            | 5            |  |
|  | 7           | Kimberly Birrell   | Kimberly Birrell   | 3           | 4           |  |  |              |                |                |              |              |  |

### Sezione 2
|  | Primo turno | Primo turno            | Primo turno            | Primo turno | Primo turno |  |  | Ultimo turno | Ultimo turno     | Ultimo turno     | Ultimo turno | Ultimo turno |  |
|  |             |                        |                        |             |             |  |  |              |                  |                  |              |              |  |
|  | 2           | Alycia Parks           | 1                      | 6           | 6           |  |  |              |                  |                  |              |              |  |
|  |             | Ana Konjuh             | 6                      | 2           | 4           |  |  | 2            | Alycia Parks     | Alycia Parks     | 2            | 4            |  |
|  |             | Kathinka von Deichmann | Kathinka von Deichmann | 2           | 65          |  |  | 6            | Tamara Korpatsch | Tamara Korpatsch | 6            | 6            |  |
|  | 6           | Tamara Korpatsch       | Tamara Korpatsch       | 6           | 7           |  |  |              |                  |                  |              |              |  |

### Sezione 3
|  | Primo turno | Primo turno       | Primo turno       | Primo turno | Primo turno |  |  | Ultimo turno | Ultimo turno      | Ultimo turno      | Ultimo turno | Ultimo turno |  |
|  |             |                   |                   |             |             |  |  |              |                   |                   |              |              |  |
|  | 3           | Linda Fruhvirtová | Linda Fruhvirtová | 7           | 7           |  |  |              |                   |                   |              |              |  |
|  | WC          | Ella Seidel       | Ella Seidel       | 65          | 64          |  |  | 3            | Linda Fruhvirtová | Linda Fruhvirtová | 5            | 4            |  |
|  |             | Mona Barthel      | 3                 | 7           | 5           |  |  | 8            | Ylena In-Albon    | Ylena In-Albon    | 7            | 6            |  |
|  | 8           | Ylena In-Albon    | 6                 | 62          | 7           |  |  |              |                   |                   |              |              |  |

### Sezione 4
|  | Primo turno | Primo turno        | Primo turno      | Primo turno | Primo turno |  |  | Ultimo turno | Ultimo turno   | Ultimo turno | Ultimo turno | Ultimo turno |  |
|  |             |                    |                  |             |             |  |  |              |                |              |              |              |  |
|  | 4           | Katie Volynets     | 2                | 7           | 6           |  |  |              |                |              |              |              |  |
|  |             | Dajana Jastrems'ka | 6                | 63          | 3           |  |  | 4            | Katie Volynets | 5            | 7            | 62           |  |
|  |             | Noma Noha Akugue   | Noma Noha Akugue | 4           | 4           |  |  | 5            | Cristina Bucșa | 7            | 64           | 7            |  |
|  | 5           | Cristina Bucșa     | Cristina Bucșa   | 6           | 6           |  |  |              |                |              |              |              |  |